# نادي دويسبورغ
نادي دويسبورغ (بالألمانية: MSV Duisburg) هو نادي كرة قدم ألماني تم تأسيسه في سنة 1902 ويتمركز في مدينة دويسبورغ في ألمانيا، ينافس حالياً في دوري بوندسليغا 2، تمكن من الصعود 3 مرات إلى بوندسليغا 1 وذلك في سنة 1999 و 2005 و 2007.

## وصلات خارجية
- الموقع الرسمي